# Rimantas Diliūnas

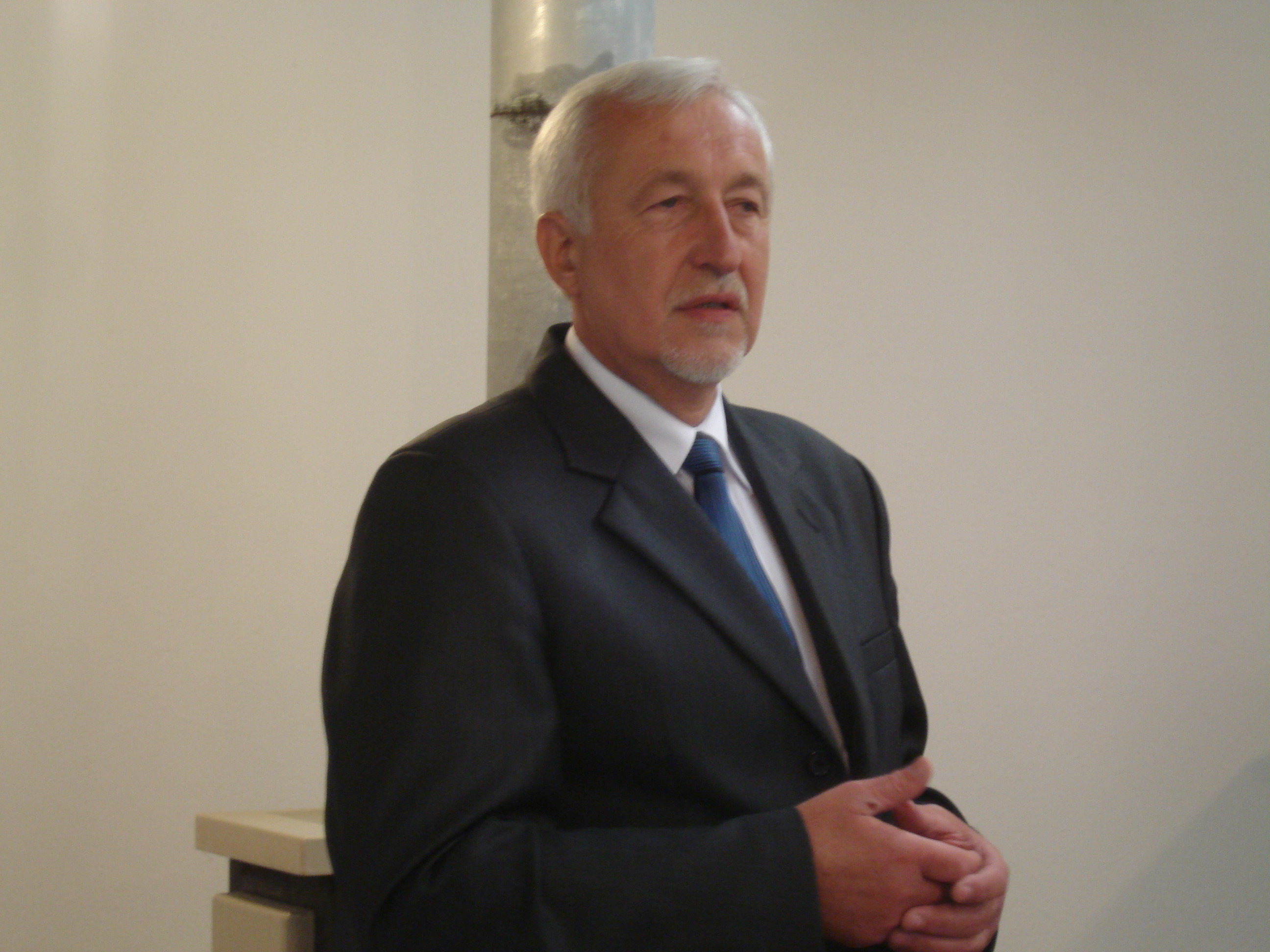
Rimantas Diliūnas

Rimantas Diliūnas (*  am 14. Januar 1953 in der Region Krasnojarsk, Sowjetunion) ist ein litauischer Politiker, Bürgermeister der Rajongemeinde Kėdainiai.

## Leben
1980 absolvierte er das Diplomstudium an der Lietuvos veterinarijos akademija und wurde Tierarzt. 
1999 war er Betriebswirt vom Unternehmen V. Diliūnienės personalinė įmonė, Leiter für Haushalt bei AB „Krekenavos agrofirma“, ŽŪKB „Krekenavos mėsa“ in Krekenava, von 2007 bis 2011 stellv. Bürgermeister von Kėdainiai. Ab 2011 ist er Bürgermeister von Kėdainiai (nach Nijolė Naujokienė).
Er ist Mitglied der Darbo partija.
Mit Frau Vanda hat er die Töchtern Aistė, Agnė, Indrė.